# Innerthal
Innerthal ist eine politische Gemeinde im Bezirk March des Kantons Schwyz in der Schweiz.

## Wappen
Auf dem Wappen von Innerthal wird der Rossalpelispitz sowie der Zindlenspitz dargestellt. Oberhalb der beiden Berge steht die gelbe Sonne auf rotem Grund. Am Fuss der Berge ist der Wägitalersee in blauer Farbe zu sehen; die beiden Berge sind silbern.

## Geographie
Innerthal ist eine Berggemeinde im Wägital. Es liegt in einem Talkessel umgeben von Gross Aubrig, Fluebrig, Mutteristock (zugleich höchster Punkt der Gemeinde mit 2294 m ü. M.) und Brünnelistock, am nordöstlichen Ufer des Wägitalersee. Im Osten ist die Gemeindegrenze zugleich die Schwyzer Kantonsgrenze zum Nachbarkanton Glarus. Im Süden schiebt sich ein Zipfel der Gemeinde noch über die Pragel-Passstrasse. Je rund ein Drittel der Gemeindefläche ist Wald, Landwirtschaftsgebiet oder unproduktive Gebirgslandschaft. Im Gemeindebereich liegt die Zindelenhöhle.

## Bevölkerung
| Bevölkerungsentwicklung | Bevölkerungsentwicklung |
| Jahr                    | Einwohner               |
| ----------------------- | ----------------------- |
| 1850                    | 302                     |
| 1900                    | 320                     |
| 1950                    | 210                     |
| 1970                    | 184                     |
| 1990                    | 157                     |
| 2000                    | 176                     |
| 2010                    | 199                     |

## Politik
Die beiden wichtigsten Parteien SVP und CVP sind etwa gleich stark mit je gut 40 % Stimmanteilen.

## Wirtschaft
Neben der Berglandwirtschaft, den Restaurants und der Fischerei bietet nur die Kraftwerkbetreiberin AG Kraftwerk Wägital einige Arbeitsplätze. Die Hälfte der Arbeitnehmer arbeitet ausserhalb der Gemeinde, meist in der March.

## Geschichte

Historisches Luftbild vor der Flutung von Innerthal, Fluebrig von Walter Mittelholzer von 1923

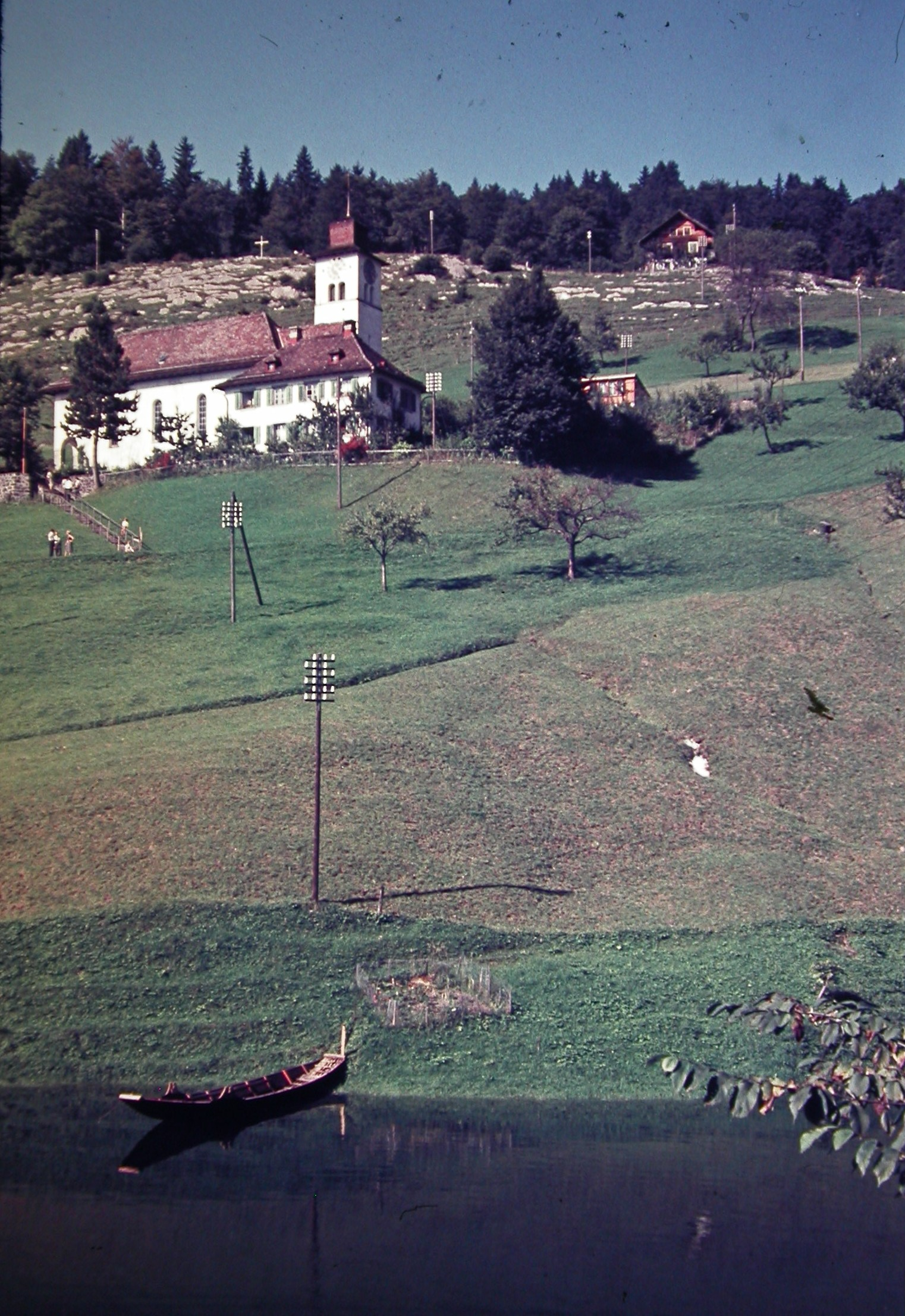
Innerthal 1956, etwa von der alten Brücke über den Flienglibach

Erstmals wird 1397 die Katharina-Kapelle im Wägital urkundlich erwähnt.
1480 erfolgte die Loslösung von Tuggen und das Wägital wurde politisch selbstständig. Der Pestausbruch von 1629 forderte mehr als 350 Opfer, über die Hälfte der Talbewohner; es wurden Massengräber angelegt.
Innerthal und Vorderthal trennten sich 1776.
Der Bau der Strasse ins Wägital erfolgte 1860. Zusammen mit der Aufnahme des Betriebes im neuen Kurhotel am See im folgenden Jahr erlebte Innerthal einen Aufschwung.
Ab 1894 fuhr die eidgenössische Pferdepost ins Wägital und elektrischer Strom wurde erstmals 1908 angeliefert.
1922 bis 1925 wurde der Wägitalersee mit einer 111 m hohen Mauer aufgestaut. Deren Bau bedeutete für Innerthal einen Wendepunkt in seiner Geschichte: 1920 lebten hier 369 Einwohner. Weit über 100 Personen mussten die Gemeinde verlassen, und 1930 lebten hier nur noch 223 Personen. Nur bei einigen konnten die Heimwesen auf höhere Lagen verlegt werden. Die alte Dorfkirche wurde vor der Überflutung gesprengt und ein Neubau im neuen Dorfkern errichtet.

## Sehenswürdigkeiten

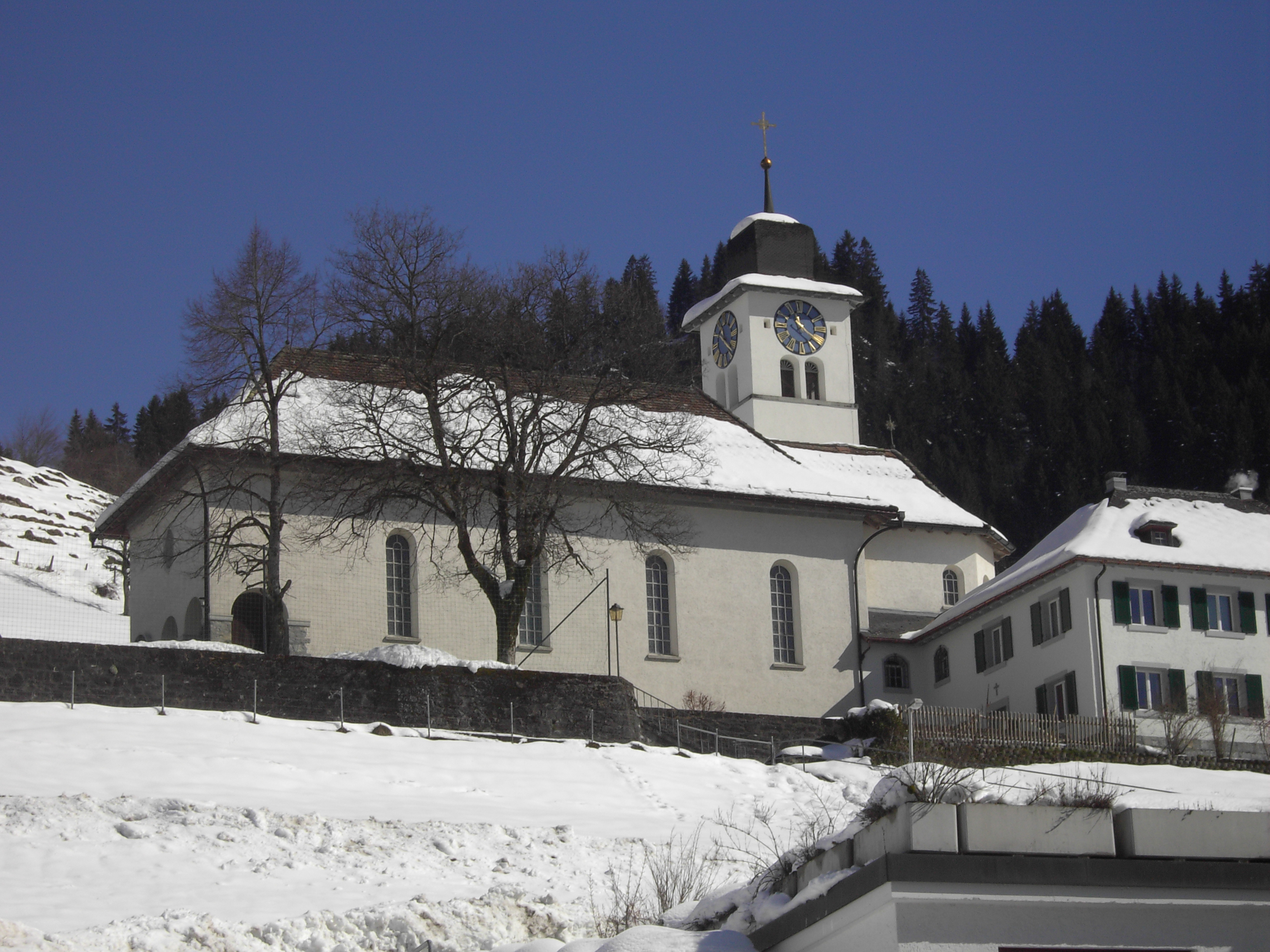
Kirche im Winter
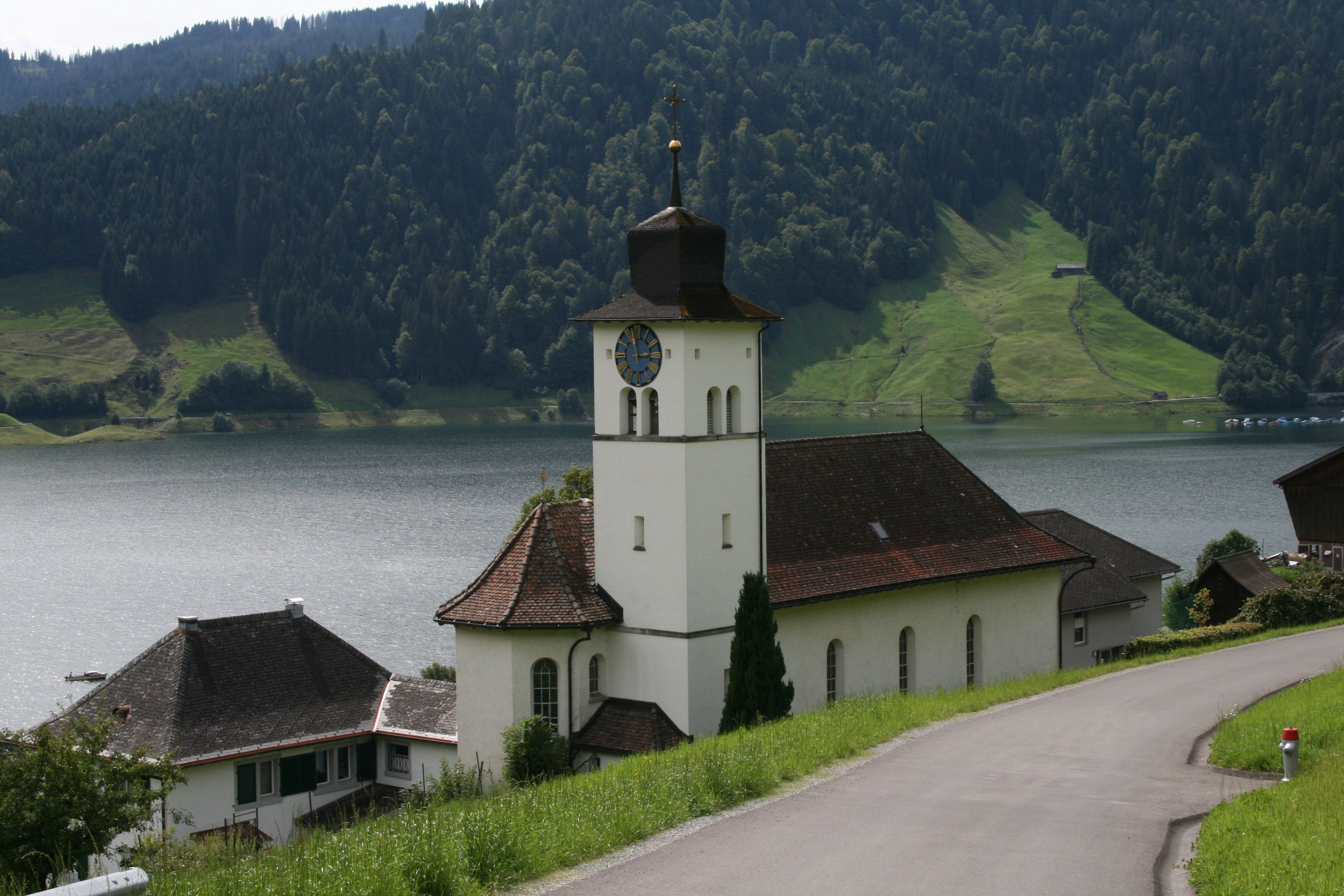
Blick auf die Kirche und den See im Sommer
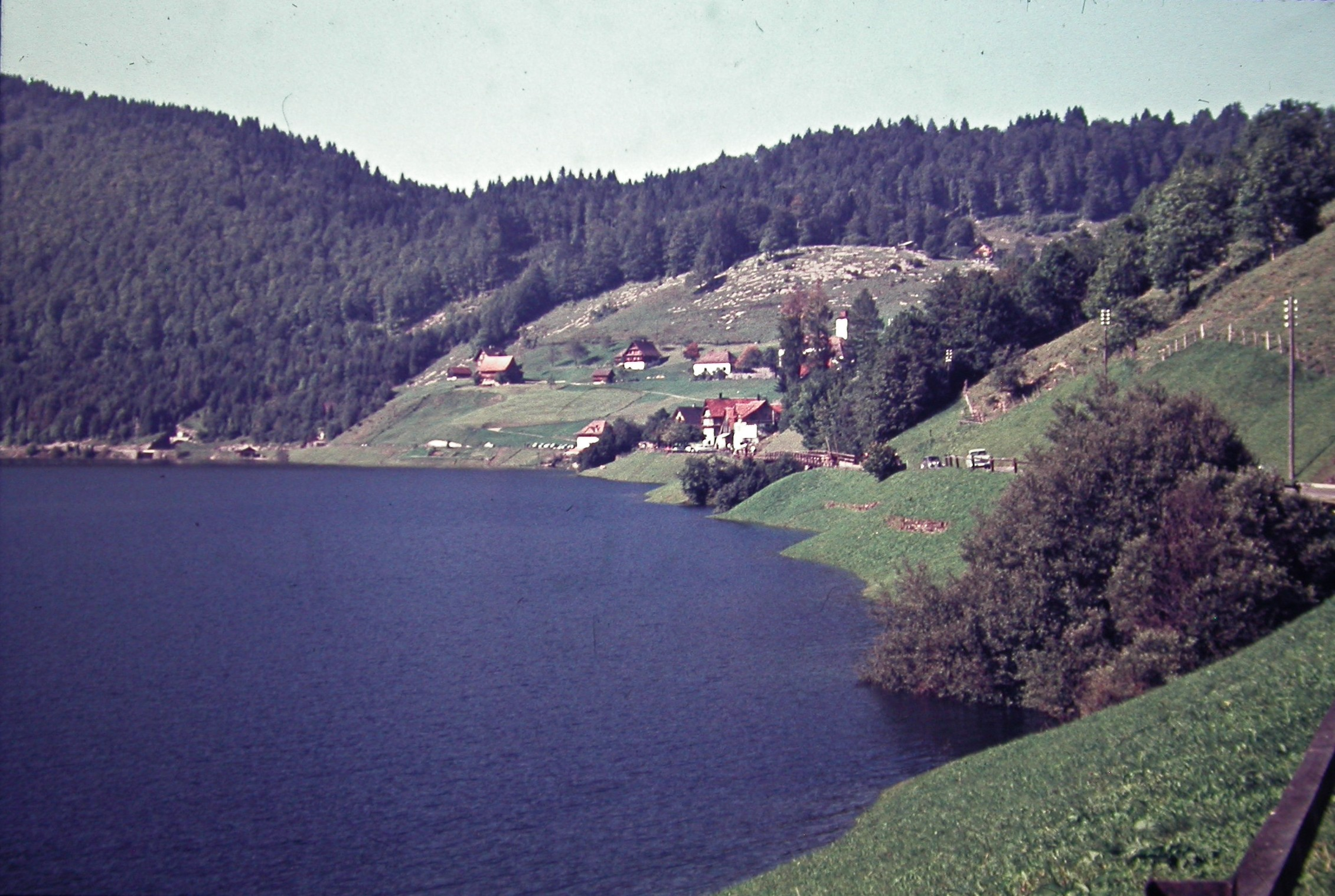
Blick entlang der Strasse am See nach Innerthal im Sommer 1956

## Kunst und Kultur
In Innerthal findet am 2. Sonntag im September eine Sennenchilbi statt. Organisiert wird dieser sehr alte und urtümliche Anlass von der 1598 gegründeten Sennenbruderschaft.
In Innerthal spielt der historische Roman «Talwasser» des Schweizer Schriftstellers Beat Hüppin. Hüppin erzählt auf der Grundlage von geschichtlichen Quellen und Zeugnissen die fiktive Geschichte der Bauernfamilie Dobler, die wie viele andere auch wegen der Überflutung ihr Heimwesen aufgeben muss.